# Гвинтівка Бертьє

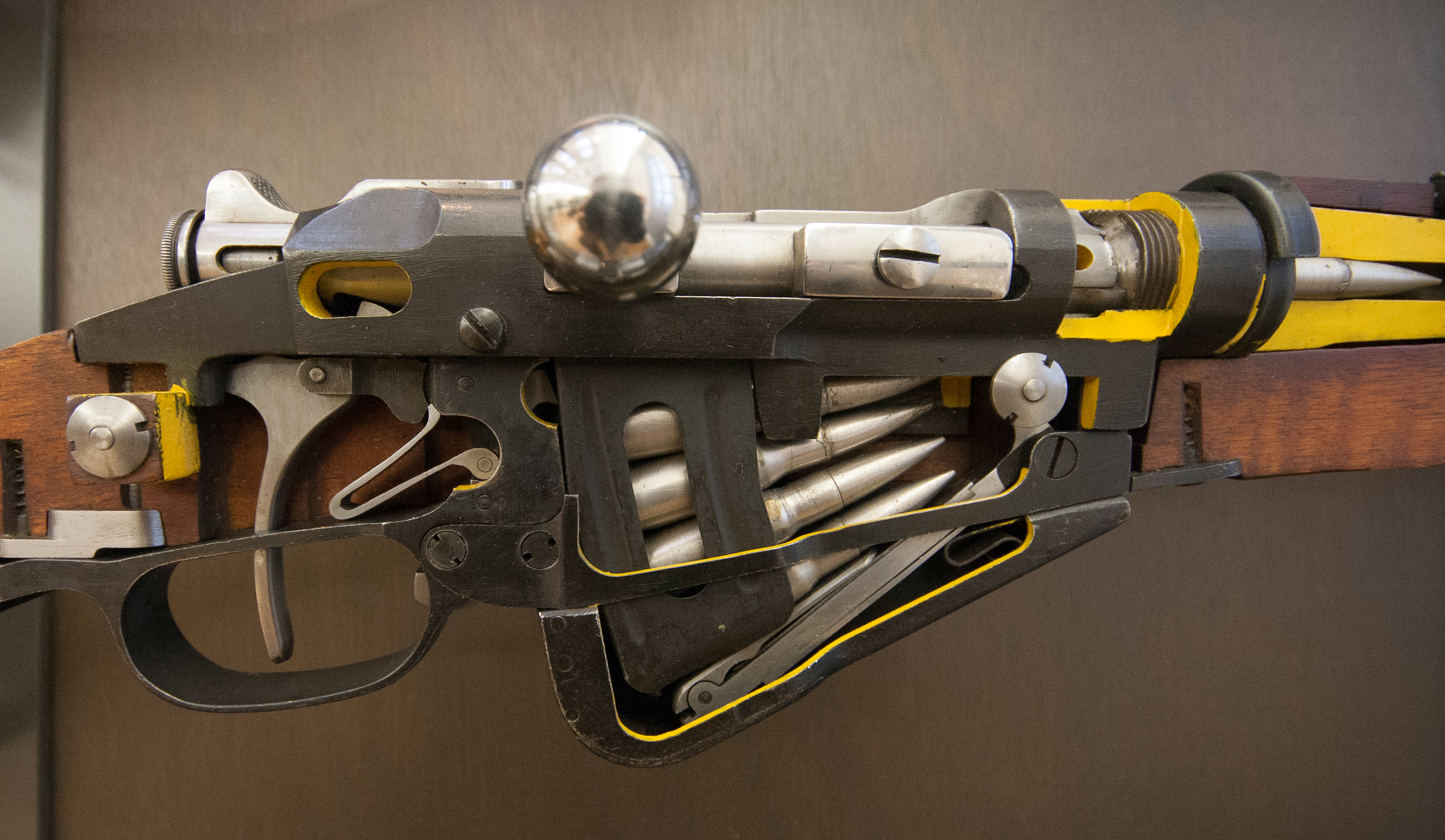
Гвинтівка Бертьє

Бертьє — сімейство французьких магазинних гвинтівок і карабінів, розроблених конструктором-зброярем А. Бертьє для французької армії наприкінці 1880-х—1900-х роках. Розробенні на основі заряджання гвинтівки Mannlicher M1895. Перший дослідний зразок гвинтівки Бертьє був розроблений в 1880 році. Гвинтівка широко застосовувалась у Першій світовій війні, Рифській війні, Другій світовій війні, Першій індокитайській та Алжирській війні.

## Історія створення
Коли німці розробили свою гвинтівку Mannlicher Modell 1888, вони створили також варіант карабіну, призначений для кінних військ. На озброєнні франції стояв лише карабін Gras Mle 1874 року. У контексті «гонки озброєнь», що розгорнулася між двома майбутніми воюючими сторонами, необхідно було терміново вживати заходів
Артилерійському комітету, який відповідає за озброєння, пропонувалася скорочена версія гвинтівки Лебеля, яка насправді не відповідала вимогам через її надмірну вагу, а також через механізм заряджання і трубчастий магазин.
У той же час Андре Бертьє, керівник офісу алжирської залізничної компанії Bône-Guelma, запропонував карабін на основі гвинтівки, ідентичної гвинтівці Лебеля, але з системою заряджання Mannlicher M1895. У 1887 році він продемонстрував свій винахід Артилерійському комітету, який відхилив його. Андре вніс правки до конструкції і знову запропонував свій проект у травні 1888 року. На цей раз він отримав схвальну відповідь.
Машинобудівний завод Puteaux (APX) тоді виготовив близько десяти прототипів, які були випробувані в Мон-Валерієні. Випробування продемонстрували перевагу системи Бертьє над системою Лебеля, зокрема в області швидкості стрільби. Потім члени комісії вирішують прийняти на озброєння кавалерійську гвинтівку та артилерійський карабін на основі зброї, запропонованої Бертьє, з якої вони зменшують довжину та місткість магазина, що виявиться невдалим вибором.
Технічний відділ армії (STA) випробовує зброю і відповідно модифікує її. Гвинтівка Бертьє була прийнята на озброєння 14 березня 1890 р. Заслуги пана Бертьє були визнані, але, оскільки він не був військовим і зброя була значно модифікована, його ім'я офіційно з нею не пов'язувалося.

## Набій
Система Бертьє використовувала 8мм набій Лебеля, який постачається коробчатим заряджанням типу Манліхера з трьох патронів (чотири для тестових моделей 1889 року, п'ять для моделі 1892 Modified M16). Набої заряджаються в клиноподібну обойму. 

## Варіанти і модифікації[2]
- La carabine de cavalerie — кавалерійський карабін зразка 1890 роки (також відомий під назвою «Манліхер — Бертьє»), з магазином, що заряджається за системою Манліхера. Місткість магазина — 3 набої. Перший варіант, виробництво якого було розпочато серійно. Маса зброї становила 2,72 кг
- La carabine de cuirassiers Mle 1890 — карабін для кирасирів зразка 1890 роки (від кавалерійського карабіна відрізнявся зміненим прикладом, що мали шкіряний потиличник замість металевого)
- Le mousqueton d'artillerie Mle 1892 — карабін зразка 1892 роки для артилеристів, комплектувався багнетом-тесаком
- Le fusil Mle 1902 de tirailleur indochinois — гвинтівка зразка 1902 роки для озброєння тубільців у складі французьких колоніальних військ в Індокитаї
- Le fusil Mle 1907 de tirailleur sénégalais — гвинтівка зразка 1907 роки для озброєння підрозділів сенегальських тиральєрів в складі французьких колоніальних військ
- Le fusil Mle 1907 M 15 — гвинтівка зразка 1915 роки для французької армії (комплектувалася багнетом від гвинтівки «Лебеля» обр. 1886 роки)
- Le fusil 07/15 M 34 — модель зразка 1934 року під набій 7,5 × 54 мм. Місткість магазина — 5 набоїв.

## Озброєння колоніальних військ
З 1902 року гвинтівки Бертьє постачалися колоніальним військам.Наприклад до Індокитаю постачалася гвинтівка модифікації 1902 року.
Спорядження індокитайських стрільців залежало не від Військового міністерства, а від Міністерства колоній. Індокитайські стрільці не були оснащені гвинтівкою Лебеля 1886. Маючи відносно малий бюджет, Міністерство колоній зилишило на озброєнні велику кількість гвинтівок Гра.
У 1901 році губернатор Індокитаю Поль Думер попрохав створити коротку гвинтівку, призначену для індокитайців, які були невеликого зросту (1,50 м).
Артилерійський технічний комітет запропонував два типи гвинтівок, «розширені» версії гвинтівки Бертє, найдовша з яких прийнята на озброєння під назвою «індокитайська гвинтівка Mle 1902». Було замовленно 10 000 гвинтівок у збройового заводу у Шательро. Згодом було замовлено ще 14 000 гвинтівок.
Також було замовлено 10 000 гвинтівок установами Schneider для виконання контракту на озброєння, підписаного з Персією у 1908 році.
Нове замовлення в 25 000 штук моделей 1902 року модифікації М16 було створенно у 1920 році.
«Колоніальна» або «Сенегальська гвинтівка» Бертьє 1907 року.
У 1907 році Міністерство колоній вирішило прийняти на озброєння гвинтівку «Бертьє», подібну до «індокитайської», але довжиною, подібною до гвинтівки Лебеля, для сенегальських стрільців.

## Фактична заміна гвинтівки Лебеля моделі 1886 гвинтівкою Бертьє 1907/15
На початку Першої світової війни державні збройові заводи не змогли відновити виробництво «Лебеля», більшість верстатів (крім призначених для виготовлення гармат) було переобладнано для інших цілей. Верстатів, що залишилися в Тюлі, ледве вистачає на ремонт зброї, що повертається з поля бою. Тому було вирішено зайнятися великомасштабним виробництвом гвинтівки на базі Бертьє 1907. 
У 1915 році ця гвинтівка була офіційно прийнята на озброєння Військовим міністерством. Тому вона отримує назву гвинтівки Бертьє 1907, модифікована 1915 або 07/15. Фактично, Бертьє поступово замінює Лебеля.
Зберігши довжину гвинтівки Лебеля для Військового виробництва, одночасно з відновленням виробництва кавалерійської Бертьє 1892, а не модифікації 1902 року, Франція втратила можливість стандартизувати гвинтівки різної довжини, як це зробили Велика Британія в 1902 році з гвинтівками Lee-Enfield і Сполучені Штати в 1903 році з Springfield і, між війнами, Німеччина з Mauser 98K. У 1940 році, враховуючи низькі темпи виробництва гвинтівок калібру 7,5 мм, французька піхота опиниться в програшному положені перед Вермахтом, оснащеного гвинтівками Mauser 98K.  

## Країни-експлуатанти
- Франція
- Королівство Сербія — під час Першої світової війни гвинтівки поставлялися з Франції за програмою військової допомоги;
- Греція
- Югославія — після закінчення Першої світової війни гвинтівки залишалися на армійських складах мобілізаційного резерву до окупації Югославії в квітні 1941 року. Надалі, гвинтівки використовувалися партизанами НВАЮ;
- Друга Іспанська Республіка — деяка кількість гвинтівок використовувалося республіканцями в ході війни в Іспанії;
- Третій рейх — трофейні гвинтівки та карабіни надходили на озброєння допоміжних і охоронно-поліцейських формувань (французький Carabine Mle 1890 отримав найменування Karabiner 551 (f), Mousqueton Mle 1892 — найменування Karabiner 552 (f), Mousqueton Mle 1892/16 — Karabiner 553 (f), Fusil Mle 07/15 — Gewehr 302 (f), Fusil Mle 07/16 — Gewehr 304 (f), Fusil Mle 07/15/34 — Gewehr 241 (f), а трофейні карабіни Mousqueton Mle одна тисяча вісімсот дев'яносто два грецької армії використовувалися під найменуванням Karabiner 502 (g))